# إبراهيم فتحي
إبراهيم فتحي (27 أغسطس 1977 - ) هو لاعب كرة طائرة مصر. شارك في الألعاب الأولمبية الصيفية 2000.

## وصلات خارجية
- إبراهيم فتحي على موقع أوليمبيديا (الإنجليزية)